# Paul Rycaut
Sir Paul Rycaut FRS (23 de desembre de 1629 - 16 de novembre de 1700) va ser un diplomàtic i historiador anglès, i una autoritat com diplomàtic a l'Imperi Otomà.

## Biografia

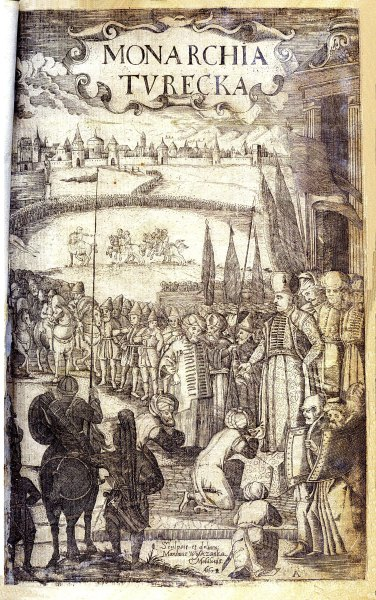
«Monarchia turecka opisana przez Ricota», Slutsk, 1678

El pare de Rycaut (hugonot) va ser empresonat a la Torre de Londres, durant la Guerra Civil Anglesa, per la seva simpatia com Cavalier a favor de Carles II, però finalment es va alliberar la seva propietat.
Rycaut va néixer a Aylesford, Kent, i es va graduar al Trinity College, Cambridge, el 1650. El 1652, va ser admès a Gray's Inn . Mentre estudiava a Alcalá de Henares, va aprendre castellà i va traduir la primera part de La crítica de Baltasar Gracián. Rycaut va ser emprat com a secretari privat de Heneage Finch, 3r comte de Winchilsea, ambaixador a l'Imperi Otomà. Va esdevenir cònsol britànic i factor a Esmirna (avui Esmirna). De 1689 a 1700, va ser resident a Hamburg.
El 12 de desembre de 1666, Rycaut va ser escollit membre de la Royal Society.
El 1685 li va ser conferit el títol de cavaller. Va morir a Hamburg 16 de novembre de 1700 d'un ictus.

## Obra
- The Present State of the Ottoman Empire, Imprès per C. Brome. 1665.[7][8]
- Traducció francesa de 1670[9] i, Imatges del llibre a la Biblioteca Nacional de França BnF Gallica[10]

- The Present State of the Greek and Armenian Churches, Anno Christi 1678, escrit per ordre de Sa Majestat per Paul Ricaut, imprès per John Starkey, 1679.[11]

- The Turkish History. 1, 1687.
- The Turkish History. 2, 1687.
- Lorenzo Gracián, Traductor Paul Rycaut. Imprès per T.N. per a Henry Brome[12]
- Baptista Platina, The lives of the popes, Translator Paul Rycaut, Illustrator Robert White, printed for C. Wilkinson, 1688
- Inca Garcilaso de la Vega. Comentarios Reales de los Incas, 1688.

Les seves cartes a William Blathwayt es mantenen a la Universitat de Princeton.